# Lago Abitibi
O lago Abitibi (Abbitibe) é um lago do Canadá que se vai lançar na Baía de Hudson pelo rio Abbitibe. Os dois lagos são ligados pelo canal chamado estreito de Saint Germain. Na margem do lago Superior, encontra-se o porto de Abbitibe: Abbitibi Lake House.